# Расница
Расница (на сръбски: Расница) е село в Сърбия, част от Община Пирот. Населението на селото през 2011 година е 323 души, предимно етнически сърби.

## История
В съкратен регистър на Пиротския кадилък от 1530 година Храсниче е отбелязано като село с 58 домакинства, 2 неженени жители и 2 вдовици.

## Население
- 1948 – 1120 жители
- 1953 – 1088 жители
- 1961 – 930 жители
- 1971 – 725 жители
- 1981 – 603 жители
- 1991 – 472 жители
- 2002 – 391 жители
- 2011 – 323 жители

### Етнически състав
(2002)
- 389 (99,48 %) – сърби
- 1 (0,25 %) – албанци
- 1 (0,25 %) – неопределени

## Личности
Родени в Расница
- Георги Войнович, български опълченец, служи в Руската армия, на 28 април 1877 година е доброволец във II рота на I дружина на Българското опълчение, уволнен е на 1 юли 1878 година[3]
- Младен Димитров Иванов (около 1850 - 6 декември 1923, София), български опълченец, доброволец в Сръбско-турската война от 1876 година, на 29 април 1877 година постъпва като доброволец в IV рота на II дружина на Българското опълчение, уволнен на 28 юни 1878 година, след войната живее в София, почетен гражданин на Габрово от 7 февруари 1923 година[4]